# 樞密院 (日本)

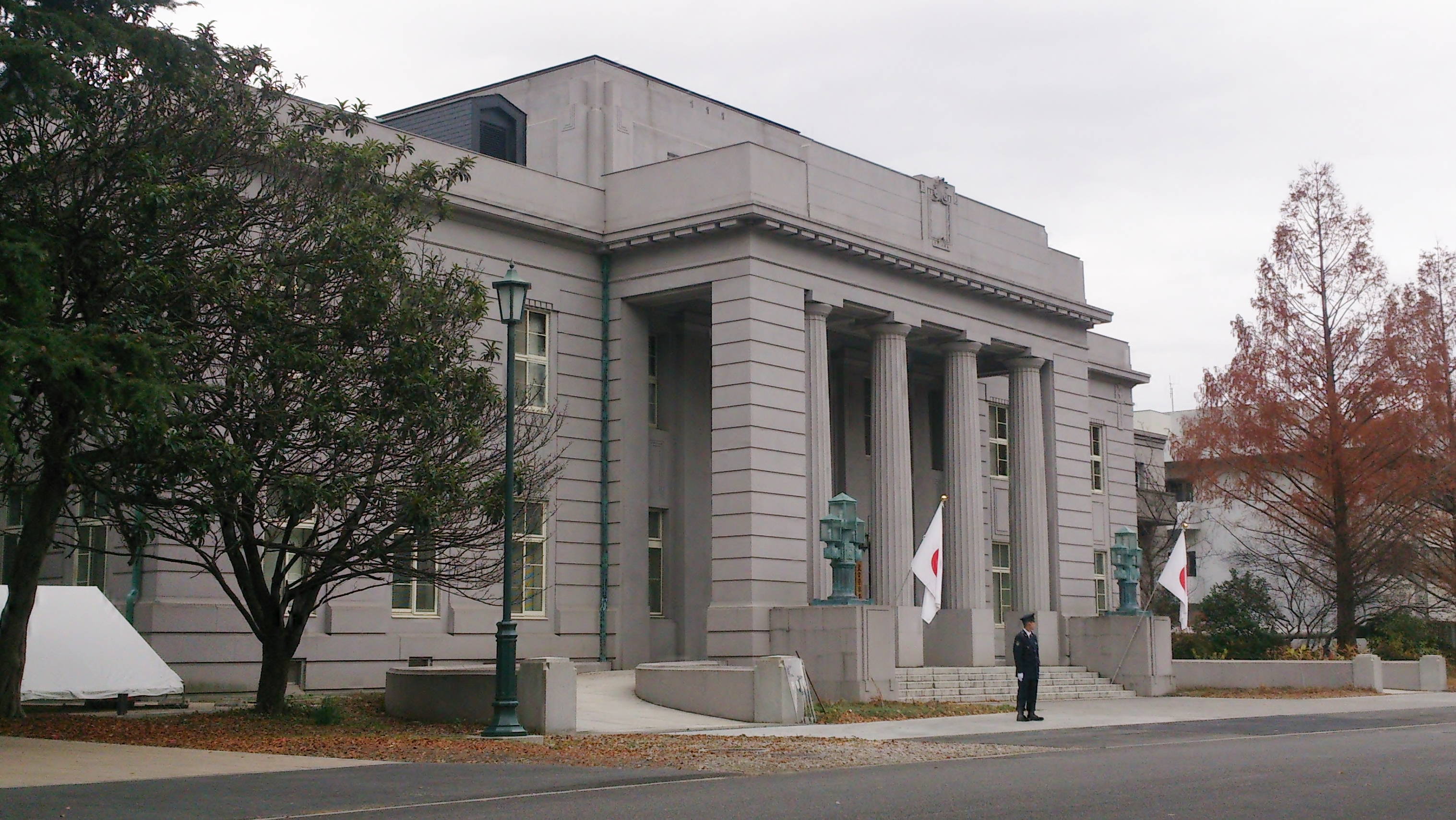
旧枢密院大楼（現皇宫警察本部）

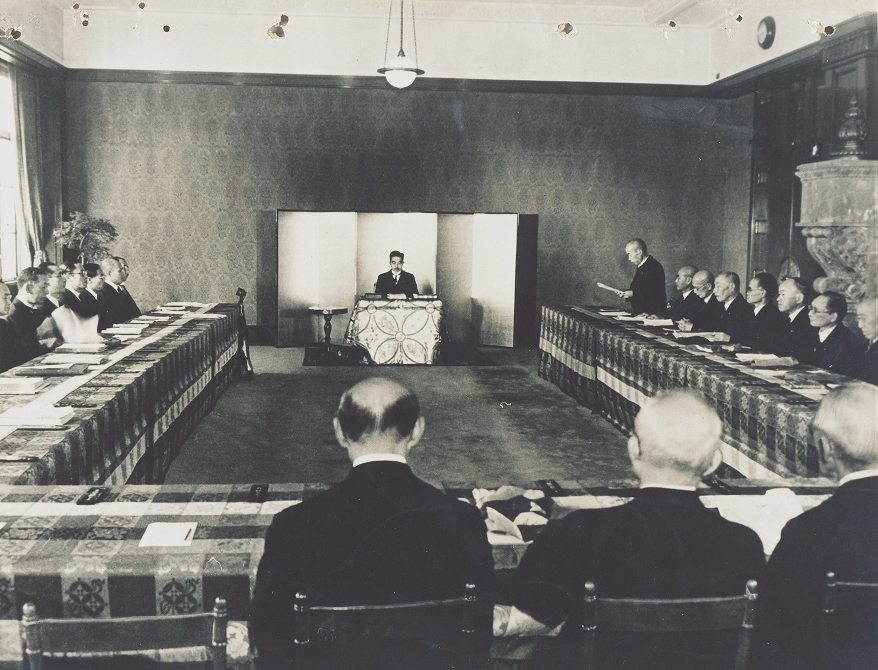
1946年10月29日，枢密院本会议全体通过《修改帝国宪法改正案》
（日本国宪法草案）的场景。

日本枢密院是由枢密顾问（顾问官）组成的天皇的咨询机构。因为处理了许多宪法问题，亦稱“宪法守护者”。1888年设立，在1947年废止。简称枢府，议长称枢相。

## 沿革
1888年为了审议宪法草案，根据枢密院官制创设了枢密院。在1889年公布的大日本帝国宪法中，也明确规定其为天皇的最高谘询机关。首任议长为伊藤博文。
长期以来，枢密院是掌控日本国家大政方针的显要部门，但在1931年九一八事变之后，日本国内政党势力衰退，军部逐渐强硬，枢密院的影响力也日渐式微，最后随着日本国宪法的施行，于1947年5月2日结束了其历史使命。

## 组织
枢密院设议长1名、副议长1名、顾问官24-28名。任命资格为40岁以上、国家元勋的人物。另外，各国务大臣都自然成为顾问官，可以参加表决。在东京的成年亲王也可以参加会议。
枢密院建筑位于东京都皇居内，建于1921年，枢密院廢止后於1947年5月至9月曾短暫做為最高裁判所的臨時辦公處所，之後做為皇宫警察本部使用至今。

## 权限
大日本帝国宪法第56条规定了“枢密顾问根据枢密院官制规定，接受天皇谘询，审议重要的国务”。
向枢密院进行谘询的事项如下。
- 皇室典范、皇室令中属于枢密院权限的事项
- 宪法条款的草案及质疑
- 宪法附属法令的相关草案及质疑
- 枢密院官制及事务规程的改正
- 紧急勅令、紧急财政处分
- 国际条约的缔结
- 戒严的宣告
- 教育的相关重要勅令
- 行政各部的官制等与官规有关的勅令
- 荣典、恩赦等相关勅令
- 其他被谘询的事项

枢密院禁止参与施政（枢密院官制第8条），也不得与大臣以外的人进行公务上的交涉（枢密院事务规程第3条）。

## 与政府的关系
一般当枢密院与政府的政策发生对立时，多数通过对话协商，由某一方作出让步。但1927年为救济台湾銀行，第1届若槻内阁作出的紧急勅令案被枢密院以19对11否决，从而导致了内阁总辞职。这是唯一一次由枢密院压倒政府内阁的实例。
尽管如此，但实际上并没有明文规定被枢密院否决的情况下，内阁必须总辞职。一种观点认为，这次偶然事件只是由于首相的软弱造成的。
例如历史上还有一次类似的事件。1930年，濱口雄幸內閣要求批准倫敦海軍條約。当时，希望批准条约的政府（民政党执政）为一方，枢密院、军部、鸠山一郎等为主的在野党政友会为对立的另一方。当时有人主张，内阁断然实行军缩是干涉天皇统帅权的行为，枢密院内部也积极开展反对滨口内阁的行动。但是，滨口首相得到了元老西园寺公望和舆论的支持，坚决抵制枢密院，甚至拒绝了枢密院核心人物伊东巳代治的调查要求。当时的东京日日新闻为首的各大报纸也都猛烈抨击枢密院。最后枢密院一方只能让步，批准了这一条约。

## 历任枢密院议长、副议长

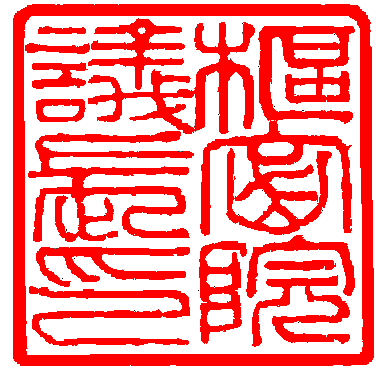
枢密院议长用印

- 历任枢密院书记官长参照书记官长。

### 历任枢密院议长
1. 伊藤博文（1888年4月30日－1889年10月30日）
2. 大木喬任（1889年12月24日－1891年6月1日）
3. 伊藤博文（1891年6月1日－1892年8月8日）
4. 大木喬任（1892年8月8日－1893年3月11日）
5. 山縣有朋（1893年3月11日－1894年12月18日）
6. 黑田清隆（1894年3月17日－1900年8月25日）
7. 西園寺公望（1900年10月27日－1903年7月13日）
8. 伊藤博文（1903年7月13日－1905年12月21日）
9. 山縣有朋（1905年12月21日－1909年6月14日）
10. 伊藤博文（1909年6月14日－1909年10月26日）
11. 山縣有朋（1909年10月26日－1922年2月1日）
12. 清浦奎吾（1922年2月8日－1924年1月7日）
13. 濱尾新（1924年1月13日－1925年9月25日）
14. 穗積陳重（1925年10月1日－1926t年4月8日）
15. 倉富勇三郎（1926年4月12日－1934年5月3日）
16. 一木喜德郎（1934年5月3日－1936年3月13日）
17. 平沼騏一郎（1936年3月13日－1939年1月5日）
18. 近衛文麿（1939年1月5日－1940年6月24日）
19. 原嘉道（1940年6月24日－1944年8月7日）
20. 鈴木貫太郎（1944年8月10日－1945年4月7日）
21. 平沼騏一郎（1945年4月9日－1945年12月3日）
22. 鈴木貫太郎（1945年12月15日－1946年6月13日）
23. 清水澄（1946年6月13日－1947年5月2日）

### 历任枢密院副议长
1. 寺島宗則（1888年5月10日－1891年9月10日）
2. 副島種臣（1891年9月10日－1892年3月11日）
3. 東久世通禧（1892年3月17日－1912年1月4日）
4. 芳川顯正（1912年1月9日－1917年3月20日）
5. 清浦奎吾（1917年3月20日－1922年2月8日）
6. 濱尾新（1925年2月15日－1924年1月13日）
7. 一木喜徳郎（1924年1月14日－1925年3月30日）
8. 穗積陳重（1925年3月30日－1925年10月1日）
9. 岡野敬次郎（1925年10月1日－1925年12月23日）
10. 倉富勇三郎（1925年12月28日－1926t年4月12日）
11. 平沼騏一郎（1926t年4月12日－1936年3月13日）
12. 荒井賢太郎（1936年3月13日－1938年1月29日）
13. 原嘉道（1938年2月3日－1940年6月24日）
14. 鈴木貫太郎（1940年6月24日－1944年8月10日）
15. 清水澄（1944年8月10日－1946年6月13日）
16. 潮惠之輔（1946年6月13日－1947年5月2日）

## 关联条目
- 枢密院
- 内大臣府
- 重臣会议